# فورست پارک، شهرستان اتاوا، اوهایو
فورست پارک (به انگلیسی: Forest Park) یک منطقهٔ مسکونی در ایالات متحده آمریکا است که در شهرستان اتاوا، اوهایو واقع شده‌است.